# Proces Kruppa

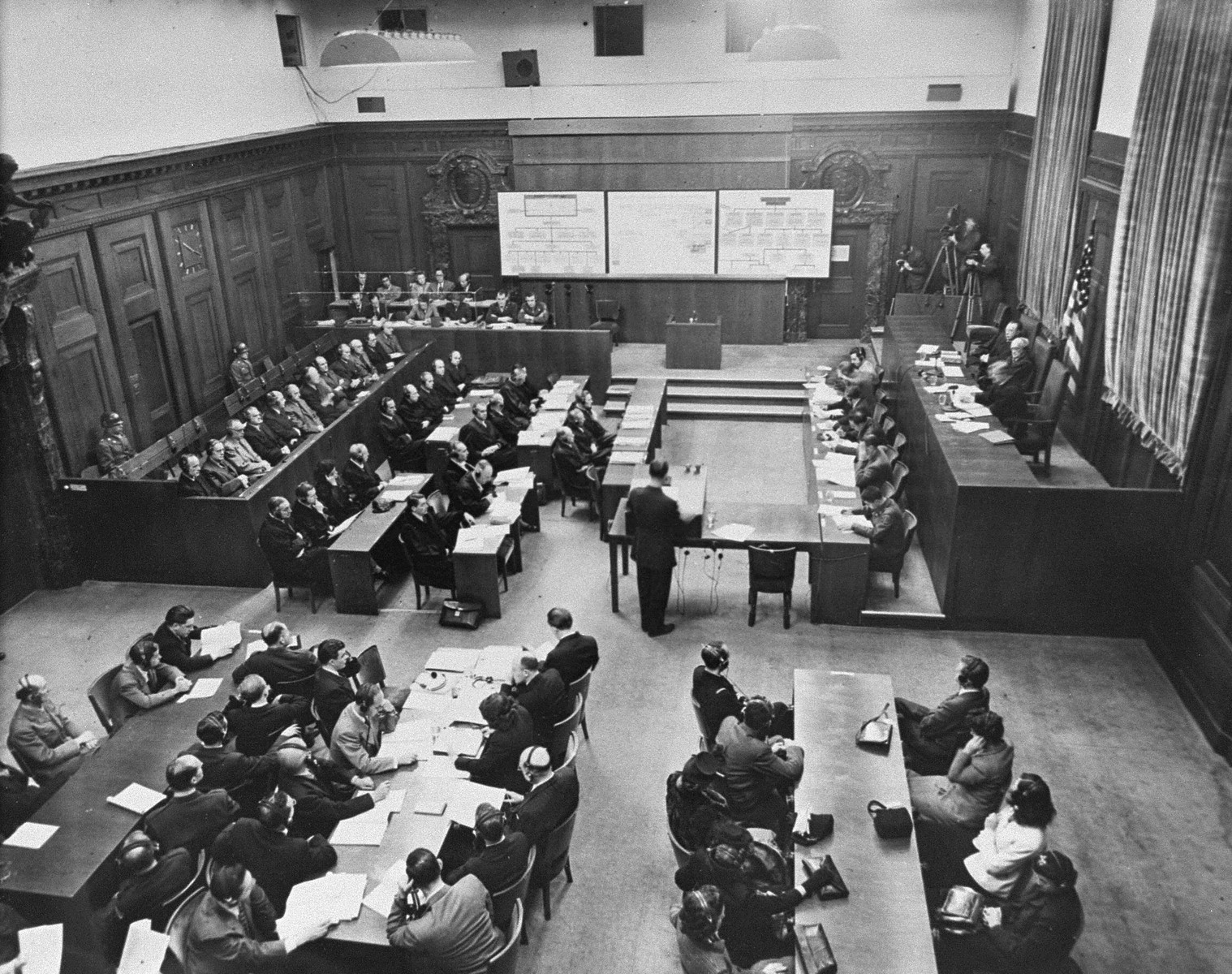
Prokurator Telford Taylor (stoi, w środku) otwiera sprawę przeciwko oskarżonym

Proces Kruppa (oficj. proces USA vs. Alfried Krupp i inni) – dziesiąty z dwunastu procesów norymberskich, które odbyły się przed amerykańskimi trybunałami wojskowymi po zakończeniu procesu głównych zbrodniarzy wojennych przed Międzynarodowym Trybunałem Wojskowym w Norymberdze. Proces przeprowadzono w dniach od 8 grudnia 1947 do 31 lipca 1948.
Dotyczył on m.in. wykorzystywaniu do niewolniczej pracy ludności cywilnej i jeńców wojennych na rzecz koncernu Krupp.

## Sędziowie
Sędziami w tej sprawie, rozpatrywanej przed Trybunałem Wojskowym III-A, byli Hu C. Anderson (sędzia przewodniczący), prezes sądu apelacyjnego stanu Tennessee, Edward J. Daly z Connecticut i William J. Wilkins z Seattle w stanie Waszyngton. Szefem zespołu oskarżycieli (ang. Chief of Counsel for the Prosecution) był Telford Taylor; głównym oskarżycielem (ang. Chief Trial Counsel) był H. Russell Thayer, a Benjamin B. Ferencz uczestniczył w rozprawie jako oskarżyciel specjalny (ang. Special Counsel).

## Oskarżeni

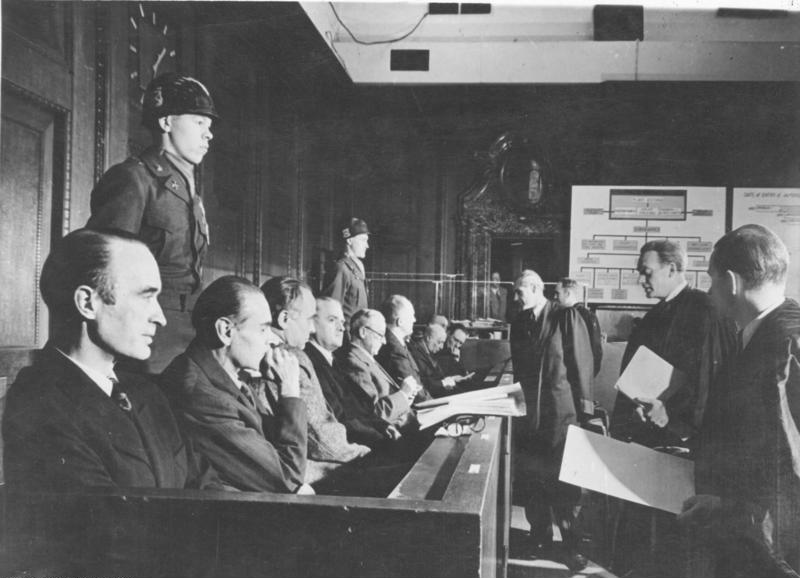
Oskarżeni na procesie Kruppa, od lewej; Alfried Krupp, Ewald Löser, Eduard Houdremont, Erich Müller, Friedrich Janssen, Karl Pfirsch i Karl Eberhardt

W procesie Kruppa na ławie oskarżonych zasiadło dwunastu byłych dyrektorów Grupy Krupp, których oskarżono o umożliwienie uzbrojenia niemieckich sił zbrojnych i tym samym o czynny udział w przygotowaniach nazistów do wojny napastniczej, a także o wykorzystywanie w swoich firmach robotników przymusowych. 
Głównym oskarżonym był Alfried Krupp, dyrektor generalny Kruppa od 1943 roku.

## Zarzuty
1. Zbrodnie przeciwko pokojowi poprzez udział w planowaniu i prowadzeniu wojen napastniczych oraz wojen z naruszeniem traktatów międzynarodowych;
2. Zbrodnie przeciwko ludzkości poprzez udział w grabieży, dewastacji i wyzysku krajów okupowanych;
3. Zbrodnie przeciw ludzkości poprzez udział w morderstwach, eksterminacji, zniewoleniu, deportacjach, więzieniach, torturach i wykorzystywaniu do niewolniczej pracy ludności cywilnej, która znalazła się pod kontrolą niemiecką, obywateli niemieckich i jeńców wojennych;
4. Uczestnictwo we wspólnym planie lub spisku mającym na celu popełnienie zbrodni przeciwko pokojowi[2].

Wszystkim oskarżonym postawiono zarzuty 1, 3 i 4, jedynie z zarzutu 2. wykluczono Lehmanna i Kupkego. Zarzuty 1 i 4 wkrótce zostały odrzucone z powodu braku dowodów.

## Wyrok
| Oskarżony                       | Funkcja                                                               | Wyrok |
| ------------------------------- | --------------------------------------------------------------------- | --- |
| Alfried Krupp                   | Właściciel i dyrektor generalny                                       | 12 lat plus przepadek mienia; wyrok został złagodzony do okresu jaki spędził w areszcie 31 stycznia 1951 roku przez Johna J. McCloya i zwrócono mu majątek. Zmarł 30 lipca 1967. |
| Ewald Löser                     | Były dyrektor finansowy                                               | 7 lat; zwolniony ze względów zdrowotnych 7 czerwca 1951 roku. Zmarł 23 grudnia 1970 roku. |
| Eduard Houdremont               | Dyrektor, kierownik huty stali                                        | 10 lat; wyrok został złagodzony do okresu jaki spędził w areszcie 31 stycznia 1951 roku. Zmarł 10 czerwca 1958 roku. |
| Erich Müller                    | Dyrektor, szef produkcji broni                                        | 12 lat; zwolniony przedterminowo 1952 roku. Zmarł 15 kwietnia 1963 roku. |
| Friedrich Wilhelm Janssen       | Dyrektor finansowy, następca Lösera                                   | 10 lat; wyrok został złagodzony do okresu jaki spędził w areszcie 31 grudnia 1951 roku, zwolniono 4 lutego 1952 roku. W 1953 roku wrócił do Friedrich Krupp AG i został pełnomocnikiem generalnym zakładów Friedricha Kruppa w Essen obok Bertholda Beitza. W 1955 przeszedł na emeryturę. Podczas tej dwuletniej współpracy Beitza i Janssena, Janssen został jego patronem, który zapoznał go z działaniem poszczególnych działów. Zmarł 9 października 1956 roku. |
| Karl Heinrich Pfirsch           | Były szef działu sprzedaży                                            | Uniewinniony. Zmarł w 1967 roku. |
| Max Otto Ihn                    | Kadry i kompetencje praccowników, zastępca Lösera i Janssena          | 9 lat; wyrok został złagodzony do okresu jaki spędził w areszcie w lutym 1951 roku. Zmarł w 1983 roku. |
| Karl Adolf Ferdinand Eberhardt  | Szef sprzedaży, następca Pfirscha                                     | 9 lat; wyrok został złagodzony do okresu jaki spędził w areszcie w lutym 1951 roku. |
| Heinrich Leo Korschan           | Zastępca dyrektora hut stali                                          | 6 lat; Na początku lutego 1951 roku Korschan został zwolniony z więzienia dla zbrodniarzy wojennych w Landsbergu. Następnie ponownie zamieszkał w Essen-Bredeney. Zmarł 8 stycznia 1973 roku. |
| Friedrich von Bülow             | Kontrwywiad, relacje publiczne i szef policji zakładowej (Werkschutz) | 12 lat; wyrok został złagodzony do okresu jaki spędził w areszcie 31 stycznia 1951 roku i zwolniono następnego dnia. Zmarł 17 stycznia 1984 roku. |
| Werner Wilhelm Heinrich Lehmann | Pracownicy kontraktowi, zastępca Ihna                                 | 6 lat; zwolniony w lutym 1951 roku. |
| Hans Albert Gustav Kupke        | Szef obozów pracy                                                     | Wyrok został złagodzony do okresu jaki spędził w areszcie. Zmarł w 1966 roku. |

Wszystkich jedenastu oskarżonych uznano za winnych na podstawie zarzutu pracy przymusowej (zarzut 3), a spośród dziesięciu oskarżonych w ramach zarzutu 2 (grabież gospodarcza), sześciu zostało skazanych. 31 stycznia 1951 roku, dwa i pół roku po wydaniu wyroku, dziesięciu (wszystkich oprócz Lösera) zostało zwolnionych z więzienia. Ponieważ nie znaleziono kupca na Krupp Holding, w 1953 roku Alfried Krupp ponownie objął kontrolę nad firmą.